# Turul Italiei 2023
Turul Italiei 2023 a fost cea de a 106-a ediție a Turului Italiei la ciclism. Competiția a avut loc între 6 și 28 mai 2023. Startul a avut loc la Ortona și competiția s-a încheiat la Roma, Italia.

## Echipe
Toate cele 18 echipe din UCI WorldTeams au fost invitate în mod automat și au fost obligate să participe la cursă. Patru echipe din UCI ProTeams au primit wild card-uri.

### Echipe UCI World
| - AG2R Citroën Team - Alpecin–Deceuninck - Arkéa–Samsic - Astana Qazaqstan Team - Bora–Hansgrohe - Cofidis - EF Education–EasyPost - Groupama–FDJ - Ineos Grenadiers - Intermarché–Circus–Wanty - Movistar Team | - Soudal Quick-Step - Team Bahrain Victorious - Team DSM - Team Jayco–AlUla - Team Jumbo–Visma - Trek-Segafredo - UAE Team Emirates |  |

### Echipe PRO Teams
| - Eolo–Kometa - Green Project–Bardiani–CSF–Faizanè | - Israel–Premier Tech - Team Corratec–Selle Italia |  |

## Etapele programate
| Etapa | Dată   | Start – Sosire                      | type                  | Distanță (km) | Elevation (m) | Câștigător             | Liderul global     |
| ----- | ------ | ----------------------------------- | --------------------- | ------------- | ------------- | ---------------------- | ------------------ |
| 1     | 6 mai  | Fossacesia – Ortona                 | contratimp individual | 19,6          | 100 m         | Remco Evenepoel        | Remco Evenepoel    |
| 2     | 7 mai  | Teramo – San Salvo                  | etapă de plat         | 202           | 1.400 m       | Jonathan Milan         | Remco Evenepoel    |
| 3     | 8 mai  | Vasto – Melfi                       | etapă valonată        | 216           | 1.400 m       | Michael Matthews       | Remco Evenepoel    |
| 4     | 9 mai  | Venosa – Laceno                     | etapă intermediară    | 175           | 3.500 m       | Aurélien Paret-Peintre | Andreas Leknessund |
| 5     | 10 mai | Atripalda – Salerno                 | etapă valonată        | 171           | 2.400 m       | Kaden Groves           | Andreas Leknessund |
| 6     | 11 mai | Napoli – Napoli                     | etapă valonată        | 162           | 2.800 m       | Mads Pedersen          | Andreas Leknessund |
| 7     | 12 mai | Capua – Gran Sasso d’Italia         | etapă de munte        | 218           | 3.900 m       | Davide Bais            | Andreas Leknessund |
| 8     | 13 mai | Terni – Fossombrone                 | etapă valonată        | 207           | 2.500 m       | Ben Healy              | Andreas Leknessund |
| 9     | 14 mai | Savignano sul Rubicone – Cesena     | contratimp individual | 35            | 50 m          | Remco Evenepoel        | Remco Evenepoel    |
| 10    | 16 mai | Scandiano – Viareggio               | etapă valonată        | 196           | 2.600 m       | Magnus Cort Nielsen    | Geraint Thomas     |
| 11    | 17 mai | Camaiore – Tortona                  | etapă de plat         | 219           | 2.100 m       | Pascal Ackermann       | Geraint Thomas     |
| 12    | 18 mai | Bra – Rivoli                        | etapă valonată        | 179           | 2.300 m       | Nico Denz              | Geraint Thomas     |
| 13    | 19 mai | Borgofranco d'Ivrea – Crans-Montana | etapă de munte        | 74,6          | 2.500 m       | Einer Rubio            | Geraint Thomas     |
| 14    | 20 mai | Sierre – Cassano Magnago            | etapă valonată        | 193           | 1.600 m       | Nico Denz              | Bruno Armirail     |
| 15    | 21 mai | Seregno – Bergamo                   | etapă de munte        | 195           | 3.600 m       | Brandon McNulty        | Bruno Armirail     |
| 16    | 23 mai | Sabbio Chiese – Monte Bondone       | etapă de munte        | 203           | 5.200 m       | João Almeida           | Geraint Thomas     |
| 17    | 24 mai | Pergine Valsugana – Caorle          | etapă de plat         | 195           | 300 m         | Alberto Dainese        | Geraint Thomas     |
| 18    | 25 mai | Oderzo – Val di Zoldo               | etapă intermediară    | 161           | 3.700 m       | Filippo Zana           | Geraint Thomas     |
| 19    | 26 mai | Longarone – Tre Cime di Lavaredo    | etapă de munte        | 183           | 5.400 m       | Santiago Buitrago      | Geraint Thomas     |
| 20    | 27 mai | Tarvisio – Monte Lussari            |                       | 18,6          | 1.050 m       | Primož Roglič          | Primož Roglič      |
| 21    | 28 mai | Roma – Roma                         | etapă de plat         | 126           | 500 m         | Mark Cavendish         | Primož Roglič      |

## Etape

### Etapa 1
6 mai 2023 — Fossacesia - Ortona, 18,3 km (11,4 mi) (ITT)
| Loc | Concurent          | Echipă            | Timp    |
| --- | ------------------ | ----------------- | ------- |
| 1   | Remco Evenepoel    | Soudal Quick-Step | 21' 18" |
| 2   | Filippo Ganna      | Ineos Grenadiers  | +22"    |
| 3   | João Almeida       | UAE Team Emirates | +29"    |
| 4   | Tao Geoghegan Hart | Ineos Grenadiers  | +40"    |
| 5   | Stefan Küng        | Groupama–FDJ      | +43"    |
| 6   | Primož Roglič      | Team Jumbo–Visma  | +43"    |
| 7   | Jay Vine           | UAE Team Emirates | +46"    |
| 8   | Brandon McNulty    | UAE Team Emirates | +048"   |
| 9   | Geraint Thomas     | Ineos Grenadiers  | +55"    |
| 10  | Aleksandr Vlasov   | Bora–Hansgrohe    | +55"    |

| Loc | Concurent          | Echipă            | Timp    |
| --- | ------------------ | ----------------- | ------- |
| 1   | Remco Evenepoel    | Soudal Quick-Step | 21' 18" |
| 2   | Filippo Ganna      | Ineos Grenadiers  | +22"    |
| 3   | João Almeida       | UAE Team Emirates | +29"    |
| 4   | Tao Geoghegan Hart | Ineos Grenadiers  | +40"    |
| 5   | Stefan Küng        | Groupama–FDJ      | +43"    |
| 6   | Primož Roglič      | Team Jumbo–Visma  | +43"    |
| 7   | Jay Vine           | UAE Team Emirates | +46"    |
| 8   | Brandon McNulty    | UAE Team Emirates | +048"   |
| 9   | Geraint Thomas     | Ineos Grenadiers  | +55"    |
| 10  | Aleksandr Vlasov   | Bora–Hansgrohe    | +55"    |

### Etapa a 2-a
7 mai 2023 — Teramo - San Salvo, 204 km (127 mi)
| Loc | Concurent         | Echipă                   | Timp       |
| --- | ----------------- | ------------------------ | ---------- |
| 1   | Jonathan Milan    | Team Bahrain Victorious  | 4h 55' 11" |
| 2   | David Dekker      | Arkéa–Samsic             | +0"        |
| 3   | Kaden Groves      | Alpecin–Deceuninck       | +0"        |
| 4   | Arne Marit        | Intermarché–Circus–Wanty | +0"        |
| 5   | Marius Mayrhofer  | Team DSM                 | +0"        |
| 6   | Pascal Ackermann  | UAE Team Emirates        | +0"        |
| 7   | Fernando Gaviria  | Movistar Team            | +0"        |
| 8   | Niccolò Bonifazio | Intermarché–Circus–Wanty | +0"        |
| 9   | Jake Stewart      | Groupama–FDJ             | +0"        |
| 10  | Michael Matthews  | Team Jayco–AlUla         | +0"        |

| Loc | Concurent          | Echipă            | Timp       |
| --- | ------------------ | ----------------- | ---------- |
| 1   | Remco Evenepoel    | Soudal Quick-Step | 5h 16' 29" |
| 2   | Filippo Ganna      | Ineos Grenadiers  | +22"       |
| 3   | João Almeida       | UAE Team Emirates | +29"       |
| 4   | Stefan Küng        | Groupama–FDJ      | +43"       |
| 5   | Primož Roglič      | Team Jumbo–Visma  | +43"       |
| 6   | Geraint Thomas     | Ineos Grenadiers  | +55"       |
| 7   | Aleksandr Vlasov   | Bora–Hansgrohe    | +55"       |
| 8   | Tao Geoghegan Hart | Ineos Grenadiers  | +59"       |
| 9   | Brandon McNulty    | UAE Team Emirates | +1' 00"    |
| 10  | Jay Vine           | UAE Team Emirates | +1' 05"    |

### Etapa a 3-a
8 mai 2023 — Vasto - Melfi, 210 km (130 mi)
| Loc | Concurent         | Echipă                   | Timp       |
| --- | ----------------- | ------------------------ | ---------- |
| 1   | Michael Matthews  | Team Jayco–AlUla         | 5h 01' 41" |
| 2   | Mads Pedersen     | Trek–Segafredo           | +0"        |
| 3   | Kaden Groves      | Alpecin–Deceuninck       | +0"        |
| 4   | Vincenzo Albanese | Eolo–Kometa              | +0"        |
| 5   | Stefano Oldani    | Alpecin–Deceuninck       | +0"        |
| 6   | Sven Erik Bystrøm | Intermarché–Circus–Wanty | +0"        |
| 7   | Primož Roglič     | Team Jumbo–Visma         | +0"        |
| 8   | Simone Velasco    | Astana Qazaqstan Team    | +0"        |
| 9   | Toms Skujiņš      | Trek–Segafredo           | +0"        |
| 10  | Andrea Vendrame   | AG2R Citroën Team        | +0"        |

| Loc | Concurent          | Echipă            | Timp        |
| --- | ------------------ | ----------------- | ----------- |
| 1   | Remco Evenepoel    | Soudal Quick-Step | 10h 18' 07" |
| 2   | João Almeida       | UAE Team Emirates | +32"        |
| 3   | Primož Roglič      | Team Jumbo–Visma  | +44"        |
| 4   | Stefan Küng        | Groupama–FDJ      | +46"        |
| 5   | Geraint Thomas     | Ineos Grenadiers  | +58"        |
| 6   | Aleksandr Vlasov   | Bora–Hansgrohe    | +58"        |
| 7   | Tao Geoghegan Hart | Ineos Grenadiers  | +1' 02"     |
| 8   | Michael Matthews   | Team Jayco–AlUla  | +1' 02"     |
| 9   | Jay Vine           | UAE Team Emirates | +1' 08"     |
| 10  | Mads Pedersen      | Trek–Segafredo    | +1' 18"     |

### Etapa a 4-a
9 mai 2023 — Venosa - Lago Laceno, 166 km (103 mi)
| Loc | Concurent               | Echipă                  | Timp       |
| --- | ----------------------- | ----------------------- | ---------- |
| 1   | Aurélien Paret-Peintre  | AG2R Citroën Team       | 4h 16' 04" |
| 2   | Andreas Leknessund      | Team DSM                | +2"        |
| 3   | Toms Skujiņš            | Trek–Segafredo          | +57"       |
| 4   | Vincenzo Albanese       | Eolo–Kometa             | +57"       |
| 5   | Nicola Conci            | Alpecin–Deceuninck      | +1' 02"    |
| 6   | Amanuel Ghebreigzabhier | Trek–Segafredo          | +1' 07"    |
| 7   | Koen Bouwman            | Team Jumbo–Visma        | +2' 01"    |
| 8   | Damiano Caruso          | Team Bahrain Victorious | +2' 01"    |
| 9   | Eddie Dunbar            | Team Jayco–AlUla        | +2' 01"    |
| 10  | Aleksandr Vlasov        | Bora–Hansgrohe          | +2' 01"    |

| Loc | Concurent              | Echipă            | Timp        |
| --- | ---------------------- | ----------------- | ----------- |
| 1   | Andreas Leknessund     | Team DSM          | 14h 35' 44" |
| 2   | Remco Evenepoel        | Soudal Quick-Step | +28"        |
| 3   | Aurélien Paret-Peintre | AG2R Citroën Team | +30"        |
| 4   | João Almeida           | UAE Team Emirates | +1' 00"     |
| 5   | Primož Roglič          | Team Jumbo–Visma  | +1' 12"     |
| 6   | Geraint Thomas         | Ineos Grenadiers  | +1' 26"     |
| 7   | Aleksandr Vlasov       | Bora–Hansgrohe    | +1' 26"     |
| 8   | Toms Skujiņš           | Trek–Segafredo    | +1' 29"     |
| 9   | Tao Geoghegan Hart     | Ineos Grenadiers  | +1' 30"     |
| 10  | Jay Vine               | UAE Team Emirates | +1' 36"     |

### Etapa a 5-a
10 mai 2023 — Atripalda - Salerno, 172 km (107 mi)
| Loc | Concurent           | Echipă                             | Timp       |
| --- | ------------------- | ---------------------------------- | ---------- |
| 1   | Kaden Groves        | Alpecin–Deceuninck                 | 4h 30' 19" |
| 2   | Jonathan Milan      | Team Bahrain Victorious            | +0"        |
| 3   | Mads Pedersen       | Trek–Segafredo                     | +0"        |
| 4   | Mark Cavendish      | Astana Qazaqstan Team              | +0"        |
| 5   | Nicolas Dalla Valle | Team Corratec–Selle Italia         | +0"        |
| 6   | Mirco Maestri       | Eolo–Kometa                        | +0"        |
| 7   | Filippo Fiorelli    | Green Project–Bardiani–CSF–Faizanè | +0"        |
| 8   | Andrea Vendrame     | AG2R Citroën Team                  | +0"        |
| 9   | Michael Matthews    | Team Jayco–AlUla                   | +0"        |
| 10  | Niccolò Bonifazio   | Intermarché–Circus–Wanty           | +0"        |

| Loc | Concurent              | Echipă            | Timp        |
| --- | ---------------------- | ----------------- | ----------- |
| 1   | Andreas Leknessund     | Team DSM          | 19h 06' 03" |
| 2   | Remco Evenepoel        | Soudal Quick-Step | +28"        |
| 3   | Aurélien Paret-Peintre | AG2R Citroën Team | +30"        |
| 4   | João Almeida           | UAE Team Emirates | +1' 00"     |
| 5   | Primož Roglič          | Team Jumbo–Visma  | +1' 12"     |
| 6   | Geraint Thomas         | Ineos Grenadiers  | +1' 26"     |
| 7   | Aleksandr Vlasov       | Bora–Hansgrohe    | +1' 26"     |
| 8   | Toms Skujiņš           | Trek–Segafredo    | +1' 29"     |
| 9   | Tao Geoghegan Hart     | Ineos Grenadiers  | +1' 30"     |
| 10  | Vincenzo Albanese      | Eolo–Kometa       | +1' 39"     |

### Etapa a 6-a
11 mai 2023 — Napoli - Napoli, 162 km (101 mi)
| Loc | Concurent         | Echipă                   | Timp       |
| --- | ----------------- | ------------------------ | ---------- |
| 1   | Mads Pedersen     | Trek–Segafredo           | 3h 44' 45" |
| 2   | Jonathan Milan    | Team Bahrain Victorious  | +0"        |
| 3   | Pascal Ackermann  | UAE Team Emirates        | +0"        |
| 4   | Kaden Groves      | Alpecin–Deceuninck       | +0"        |
| 5   | Fernando Gaviria  | Movistar Team            | +0"        |
| 6   | Michael Matthews  | Team Jayco–AlUla         | +0"        |
| 7   | Vincenzo Albanese | Eolo–Kometa              | +0"        |
| 8   | Marius Mayrhofer  | Team DSM                 | +0"        |
| 9   | Lorenzo Rota      | Intermarché–Circus–Wanty | +0"        |
| 10  | Simone Velasco    | Astana Qazaqstan Team    | +0"        |

| Loc | Concurent              | Echipă            | Timp        |
| --- | ---------------------- | ----------------- | ----------- |
| 1   | Andreas Leknessund     | Team DSM          | 22h 50' 48" |
| 2   | Remco Evenepoel        | Soudal Quick-Step | +28"        |
| 3   | Aurélien Paret-Peintre | AG2R Citroën Team | +30"        |
| 4   | João Almeida           | UAE Team Emirates | +1' 00"     |
| 5   | Primož Roglič          | Team Jumbo–Visma  | +1' 12"     |
| 6   | Geraint Thomas         | Ineos Grenadiers  | +1' 26"     |
| 7   | Aleksandr Vlasov       | Bora–Hansgrohe    | +1' 26"     |
| 8   | Toms Skujiņš           | Trek–Segafredo    | +1' 29"     |
| 9   | Tao Geoghegan Hart     | Ineos Grenadiers  | +1' 30"     |
| 10  | Vincenzo Albanese      | Eolo–Kometa       | +1' 39"     |

### Etapa a 7-a
12 mai 2023 — Capua - Gran Sasso, 218 km (135 mi)
| Loc | Concurent         | Echipă                     | Timp       |
| --- | ----------------- | -------------------------- | ---------- |
| 1   | Davide Bais       | Eolo–Kometa                | 6h 08' 40" |
| 2   | Karel Vacek       | Team Corratec–Selle Italia | +9"        |
| 3   | Simone Petilli    | Intermarché–Circus–Wanty   | +16"       |
| 4   | Remco Evenepoel   | Soudal Quick-Step          | +3' 10"    |
| 5   | Primož Roglič     | Team Jumbo–Visma           | +3' 10"    |
| 6   | Thibaut Pinot     | Groupama–FDJ               | +3' 10"    |
| 7   | Geraint Thomas    | Ineos Grenadiers           | +3' 10"    |
| 8   | João Almeida      | UAE Team Emirates          | +3' 10"    |
| 9   | Eddie Dunbar      | Team Jayco–AlUla           | +3' 10"    |
| 10  | Christian Scaroni | Astana Qazaqstan Team      | +3' 10"    |

| Loc | Concurent              | Echipă            | Timp        |
| --- | ---------------------- | ----------------- | ----------- |
| 1   | Andreas Leknessund     | Team DSM          | 29h 02' 38" |
| 2   | Remco Evenepoel        | Soudal Quick-Step | +28"        |
| 3   | Aurélien Paret-Peintre | AG2R Citroën Team | +30"        |
| 4   | João Almeida           | UAE Team Emirates | +1' 00"     |
| 5   | Primož Roglič          | Team Jumbo–Visma  | +1' 12"     |
| 6   | Geraint Thomas         | Ineos Grenadiers  | +1' 26"     |
| 7   | Aleksandr Vlasov       | Bora–Hansgrohe    | +1' 26"     |
| 8   | Tao Geoghegan Hart     | Ineos Grenadiers  | +1' 30"     |
| 9   | Lennard Kämna          | Bora–Hansgrohe    | +1' 54"     |
| 10  | Eddie Dunbar           | Team Jayco–AlUla  | +1' 59"     |

### Etapa a 8-a
13 mai 2023 — Terni - Fossombrone, 207 km (129 mi)
| Loc | Concurent          | Echipă                             | Timp       |
| --- | ------------------ | ---------------------------------- | ---------- |
| 1   | Ben Healy          | EF Education–EasyPost              | 4h 44' 24" |
| 2   | Derek Gee          | Israel–Premier Tech                | +1' 49"    |
| 3   | Filippo Zana       | Team Jayco–AlUla                   | +1' 49"    |
| 4   | Warren Barguil     | Arkéa–Samsic                       | +1' 49"    |
| 5   | Carlos Verona      | Movistar Team                      | +2' 12"    |
| 6   | Mattia Bais        | Eolo–Kometa                        | +2' 37"    |
| 7   | Toms Skujiņš       | Trek–Segafredo                     | +3' 51"    |
| 8   | Alessandro Tonelli | Green Project–Bardiani–CSF–Faizanè | +3' 56"    |
| 9   | Oscar Riesebeek    | Alpecin–Deceuninck                 | +4' 00"    |
| 10  | Tao Geoghegan Hart | Ineos Grenadiers                   | +4' 34"    |

| Loc | Concurent              | Echipă                  | Timp        |
| --- | ---------------------- | ----------------------- | ----------- |
| 1   | Andreas Leknessund     | Team DSM                | 33h 52' 10" |
| 2   | Remco Evenepoel        | Soudal Quick-Step       | +8"         |
| 3   | Primož Roglič          | Team Jumbo–Visma        | +38"        |
| 4   | João Almeida           | UAE Team Emirates       | +40"        |
| 5   | Geraint Thomas         | Ineos Grenadiers        | +52"        |
| 6   | Tao Geoghegan Hart     | Ineos Grenadiers        | +56"        |
| 7   | Aurélien Paret-Peintre | AG2R Citroën Team       | +58"        |
| 8   | Aleksandr Vlasov       | Bora–Hansgrohe          | +1' 26"     |
| 9   | Damiano Caruso         | Team Bahrain Victorious | +1' 29"     |
| 10  | Lennard Kämna          | Bora–Hansgrohe          | +1' 54"     |

### Etapa a 9-a
14 mai 2023 — Savignano sul Rubicone - Cesena, 35 km (22 mi)
| Loc | Concurent          | Echipă                  | Timp    |
| --- | ------------------ | ----------------------- | ------- |
| 1   | Remco Evenepoel    | Soudal Quick-Step       | 41' 24" |
| 2   | Geraint Thomas     | Ineos Grenadiers        | +1"     |
| 3   | Tao Geoghegan Hart | Ineos Grenadiers        | +2"     |
| 4   | Stefan Küng        | Groupama–FDJ            | +4"     |
| 5   | Bruno Armirail     | Groupama–FDJ            | +8"     |
| 6   | Primož Roglič      | Team Jumbo–Visma        | +17"    |
| 7   | Thymen Arensman    | Ineos Grenadiers        | +24"    |
| 8   | Aleksandr Vlasov   | Bora–Hansgrohe          | +30"    |
| 9   | João Almeida       | UAE Team Emirates       | +35"    |
| 10  | Damiano Caruso     | Team Bahrain Victorious | +42"    |

| Loc | Concurent          | Echipă                  | Timp        |
| --- | ------------------ | ----------------------- | ----------- |
| 1   | Remco Evenepoel    | Soudal Quick-Step       | 34h 33' 42" |
| 2   | Geraint Thomas     | Ineos Grenadiers        | +45"        |
| 3   | Primož Roglič      | Team Jumbo–Visma        | +47"        |
| 4   | Tao Geoghegan Hart | Ineos Grenadiers        | +50"        |
| 5   | João Almeida       | UAE Team Emirates       | +1' 07"     |
| 6   | Andreas Leknessund | Team DSM                | +1' 07"     |
| 7   | Aleksandr Vlasov   | Bora–Hansgrohe          | +1' 48"     |
| 8   | Damiano Caruso     | Team Bahrain Victorious | +2' 13"     |
| 9   | Lennard Kämna      | Bora–Hansgrohe          | +2' 37"     |
| 10  | Pavel Sivakov      | Ineos Grenadiers        | +3' 00"     |

### Ziua de odihnă 1
La scurt timp după contratimpul etapei a 9-a, câștigătorul etapei și liderul clasamentului general Remco Evenepoel a fost testat pozitiv pentru COVID-19 și a fost nevoit să se retragă din cursă.[19] Deși, conform tradiției, atunci când un lider se retrage din cauza unei accidentări după terminarea etapei, noul „lider” nu preia tricoul până la sfârșitul etapei următoare, ziua de odihnă în marile tururi este tratată ca o etapă în aceste scopuri. Ca atare, la încheierea zilei de odihnă, Geraint Thomas a devenit noul „maglia rosa”.
Noul clasament general al clasamentelor a devenit următorul:
| Loc | Concurent          | Echipă                  | Timp        |
| --- | ------------------ | ----------------------- | ----------- |
| 1   | Geraint Thomas     | Ineos Grenadiers        | 34h 34' 27" |
| 2   | Primož Roglič      | Team Jumbo–Visma        | +2"         |
| 3   | Tao Geoghegan Hart | Ineos Grenadiers        | +5"         |
| 4   | João Almeida       | UAE Team Emirates       | +22"        |
| 5   | Andreas Leknessund | Team DSM                | +22"        |
| 6   | Aleksandr Vlasov   | Bora–Hansgrohe          | +1' 03"     |
| 7   | Damiano Caruso     | Team Bahrain Victorious | +1' 28"     |
| 8   | Lennard Kämna      | Bora–Hansgrohe          | +1' 52"     |
| 9   | Pavel Sivakov      | Ineos Grenadiers        | +2' 15"     |
| 10  | Jay Vine           | UAE Team Emirates       | +2' 24"     |

### Etapa a 10-a
Nouă cicliști, printre care Evenepoel, Domenico Pozzovivo, Stefan Küng și Rigoberto Urán, nu au luat startul după ziua de odihnă, Evenepoel anunțând acest lucru duminică seara.
16 mai 2023 — Scandiano - Viareggio, 196 km (122 mi)
| Loc | Concurent            | Echipă                             | Timp       |
| --- | -------------------- | ---------------------------------- | ---------- |
| 1   | Magnus Cort Nielsen  | EF Education–EasyPost              | 4h 51' 15" |
| 2   | Derek Gee            | Israel–Premier Tech                | +0"        |
| 3   | Alessandro De Marchi | Team Jayco–AlUla                   | +2"        |
| 4   | Mads Pedersen        | Trek–Segafredo                     | +51"       |
| 5   | Pascal Ackermann     | UAE Team Emirates                  | +51"       |
| 6   | Stefano Oldani       | Alpecin–Deceuninck                 | +51"       |
| 7   | Jonathan Milan       | Team Bahrain Victorious            | +51"       |
| 8   | Mark Cavendish       | Astana Qazaqstan Team              | +51"       |
| 9   | Mirco Maestri        | Eolo–Kometa                        | +51"       |
| 10  | Filippo Fiorelli     | Green Project–Bardiani–CSF–Faizanè | +51"       |

| Loc | Concurent          | Echipă                  | Timp        |
| --- | ------------------ | ----------------------- | ----------- |
| 1   | Geraint Thomas     | Ineos Grenadiers        | 39h 26' 33" |
| 2   | Primož Roglič      | Team Jumbo–Visma        | +2"         |
| 3   | Tao Geoghegan Hart | Ineos Grenadiers        | +5"         |
| 4   | João Almeida       | UAE Team Emirates       | +22"        |
| 5   | Andreas Leknessund | Team DSM                | +22"        |
| 6   | Damiano Caruso     | Team Bahrain Victorious | +1' 28"     |
| 7   | Lennard Kämna      | Bora–Hansgrohe          | +1' 52"     |
| 8   | Pavel Sivakov      | Ineos Grenadiers        | +2' 15"     |
| 9   | Eddie Dunbar       | Team Jayco–AlUla        | +2' 32"     |
| 10  | Thymen Arensman    | Ineos Grenadiers        | +2' 32"     |

### Etapa a 11-a
17 mai 2023 — Camaiore - Tortona, 219 km (136 mi)
| Loc | Concurent         | Echipă                   | Timp       |
| --- | ----------------- | ------------------------ | ---------- |
| 1   | Pascal Ackermann  | UAE Team Emirates        | 5h 09' 02" |
| 2   | Jonathan Milan    | Team Bahrain Victorious  | +0"        |
| 3   | Mark Cavendish    | Astana Qazaqstan Team    | +0"        |
| 4   | Mads Pedersen     | Trek–Segafredo           | +0"        |
| 5   | Stefano Oldani    | Alpecin–Deceuninck       | +0"        |
| 6   | Vincenzo Albanese | Eolo–Kometa              | +0"        |
| 7   | Marius Mayrhofer  | Team DSM                 | +0"        |
| 8   | Davide Ballerini  | Soudal Quick-Step        | +0"        |
| 9   | Simone Consonni   | Cofidis                  | +0"        |
| 10  | Arne Marit        | Intermarché–Circus–Wanty | +0"        |

| Loc | Concurent              | Echipă                  | Timp        |
| --- | ---------------------- | ----------------------- | ----------- |
| 1   | Geraint Thomas         | Ineos Grenadiers        | 44h 35' 35" |
| 2   | Primož Roglič          | Team Jumbo–Visma        | +2"         |
| 3   | João Almeida           | UAE Team Emirates       | +22"        |
| 4   | Andreas Leknessund     | Team DSM                | +22"        |
| 5   | Damiano Caruso         | Team Bahrain Victorious | +1' 28"     |
| 6   | Lennard Kämna          | Bora–Hansgrohe          | +1' 52"     |
| 7   | Eddie Dunbar           | Team Jayco–AlUla        | +2' 32"     |
| 8   | Thymen Arensman        | Ineos Grenadiers        | +2' 32"     |
| 9   | Laurens De Plus        | Ineos Grenadiers        | +2' 36"     |
| 10  | Aurélien Paret-Peintre | AG2R Citroën Team       | +2' 48"     |

### Etapa a 12-a
18 mai 2023 — Bra - Rivoli, 185 km (115 mi)
| Loc | Concurent          | Echipă                             | Timp       |
| --- | ------------------ | ---------------------------------- | ---------- |
| 1   | Nico Denz          | Bora–Hansgrohe                     | 4h 18' 11" |
| 2   | Toms Skujiņš       | Trek–Segafredo                     | +0"        |
| 3   | Sebastian Berwick  | Israel–Premier Tech                | +3"        |
| 4   | Alessandro Tonelli | Green Project–Bardiani–CSF–Faizanè | +58"       |
| 5   | Marco Frigo        | Israel–Premier Tech                | +2' 07"    |
| 6   | Ilan Van Wilder    | Soudal Quick-Step                  | +2' 20"    |
| 7   | Alberto Bettiol    | EF Education–EasyPost              | +2' 20"    |
| 8   | Cristian Scaroni   | Astana Qazaqstan Team              | +2' 20"    |
| 9   | Michel Hessmann    | Team Jumbo–Visma                   | +2' 20"    |
| 10  | Alex Baudin        | AG2R Citroën Team                  | +2' 20"    |

| Loc | Concurent              | Echipă                  | Timp        |
| --- | ---------------------- | ----------------------- | ----------- |
| 1   | Geraint Thomas         | Ineos Grenadiers        | 49h 02' 05" |
| 2   | Primož Roglič          | Team Jumbo–Visma        | +2"         |
| 3   | João Almeida           | UAE Team Emirates       | +22"        |
| 4   | Andreas Leknessund     | Team DSM                | +35"        |
| 5   | Damiano Caruso         | Team Bahrain Victorious | +1' 28"     |
| 6   | Lennard Kämna          | Bora–Hansgrohe          | +1' 52"     |
| 7   | Eddie Dunbar           | Team Jayco–AlUla        | +2' 32"     |
| 8   | Thymen Arensman        | Ineos Grenadiers        | +2' 32"     |
| 9   | Laurens De Plus        | Ineos Grenadiers        | +2' 36"     |
| 10  | Aurélien Paret-Peintre | AG2R Citroën Team       | +2' 48"     |

### Etapa a 13-a
19 mai 2023 — Borgofranco d’Ivrea - Crans-Montana, Elveția, 199 km (124 mi)
| Loc | Concurent                  | Echipă                | Timp       |
| --- | -------------------------- | --------------------- | ---------- |
| 1   | Einer Rubio                | Movistar Team         | 2h 16' 21" |
| 2   | Thibaut Pinot              | Groupama–FDJ          | +6"        |
| 3   | Jefferson Alexander Cepeda | EF Education–EasyPost | +12"       |
| 4   | Derek Gee                  | Israel–Premier Tech   | +1' 01"    |
| 5   | Valentin Paret-Peintre     | AG2R Citroën Team     | +1' 29"    |
| 6   | Hugh Carthy                | EF Education–EasyPost | +1' 29"    |
| 7   | João Almeida               | UAE Team Emirates     | +1' 35"    |
| 8   | Eddie Dunbar               | Team Jayco–AlUla      | +1' 35"    |
| 9   | Geraint Thomas             | Ineos Grenadiers      | +1' 35"    |
| 10  | Primož Roglič              | Team Jumbo–Visma      | +1' 35"    |

| Loc | Concurent          | Echipă                  | Timp        |
| --- | ------------------ | ----------------------- | ----------- |
| 1   | Geraint Thomas     | Ineos Grenadiers        | 51h 20' 01" |
| 2   | Primož Roglič      | Team Jumbo–Visma        | +2"         |
| 3   | João Almeida       | UAE Team Emirates       | +22"        |
| 4   | Andreas Leknessund | Team DSM                | +42"        |
| 5   | Damiano Caruso     | Team Bahrain Victorious | +1' 28"     |
| 6   | Lennard Kämna      | Bora–Hansgrohe          | +1' 52"     |
| 7   | Eddie Dunbar       | Team Jayco–AlUla        | +2' 32"     |
| 8   | Thymen Arensman    | Ineos Grenadiers        | +2' 45"     |
| 9   | Laurens De Plus    | Ineos Grenadiers        | +3' 08"     |
| 10  | Thibaut Pinot      | Groupama–FDJ            | +3' 13"     |

### Etapa a 14-a
20 mai 2023 — Sierre, Elveția - Cassano Magnago, 194 km (121 mi)
| Loc | Concurent        | Echipă                   | Timp       |
| --- | ---------------- | ------------------------ | ---------- |
| 1   | Nico Denz        | Bora–Hansgrohe           | 4h 37' 30" |
| 2   | Derek Gee        | Israel–Premier Tech      | +0"        |
| 3   | Alberto Bettiol  | EF Education–EasyPost    | +0"        |
| 4   | Laurenz Rex      | Intermarché–Circus–Wanty | +1"        |
| 5   | Davide Ballerini | Soudal–Quick-Step        | +1"        |
| 6   | Toms Skujiņš     | Trek–Segafredo           | +4"        |
| 7   | Marius Mayrhofer | Team DSM                 | +10"       |
| 8   | Stefano Oldani   | Alpecin–Deceuninck       | +20"       |
| 9   | Andrea Pasqualon | Team Bahrain Victorious  | +50"       |
| 10  | Mirco Maestri    | Eolo–Kometa              | +50"       |

| Loc | Concurent          | Echipă                  | Timp        |
| --- | ------------------ | ----------------------- | ----------- |
| 1   | Bruno Armirail     | Groupama–FDJ            | 56h 17' 01" |
| 2   | Geraint Thomas     | Ineos Grenadiers        | +1' 41"     |
| 3   | Primož Roglič      | Team Jumbo–Visma        | +1' 43"     |
| 4   | João Almeida       | UAE Team Emirates       | +2' 03"     |
| 5   | Andreas Leknessund | Team DSM                | +2' 23"     |
| 6   | Damiano Caruso     | Team Bahrain Victorious | +3' 09"     |
| 7   | Lennard Kämna      | Bora–Hansgrohe          | +3' 33"     |
| 8   | Thymen Arensman    | Ineos Grenadiers        | +4' 26"     |
| 9   | Laurens De Plus    | Ineos Grenadiers        | +4' 49"     |
| 10  | Thibaut Pinot      | Groupama–FDJ            | +4' 54"     |

### Etapa a 15-a
21 mai 2023 — Seregno - Bergamo, 195 km (121 mi)
| Loc | Concurent         | Echipă                   | Timp       |
| --- | ----------------- | ------------------------ | ---------- |
| 1   | Brandon McNulty   | UAE Team Emirates        | 5h 13' 39" |
| 2   | Ben Healy         | EF Education–EasyPost    | +0"        |
| 3   | Marco Frigo       | Israel–Premier Tech      | +0"        |
| 4   | Bauke Mollema     | Trek–Segafredo           | +1' 51"    |
| 5   | COL} Einer Rubio  | Movistar Team            | +1' 51"    |
| 6   | Simone Velasco    | Astana Qazaqstan Team    | +2' 26"    |
| 7   | Andrea Pasqualon  | Team Bahrain Victorious  | +2' 26"    |
| 8   | Laurens Huys      | Intermarché–Circus–Wanty | +3' 10"    |
| 9   | Vincenzo Albanese | Eolo–Kometa              | +4' 13"    |
| 10  | François Bidard   | Cofidis                  | +4' 13"    |

| Loc | Concurent          | Echipă                  | Timp        |
| --- | ------------------ | ----------------------- | ----------- |
| 1   | Bruno Armirail     | Groupama–FDJ            | 61h 38' 06" |
| 2   | Geraint Thomas     | Ineos Grenadiers        | +1' 08"     |
| 3   | Primož Roglič      | Team Jumbo–Visma        | +1' 10"     |
| 4   | João Almeida       | UAE Team Emirates       | +2' 30"     |
| 5   | Andreas Leknessund | Team DSM                | +1' 50"     |
| 6   | Damiano Caruso     | Team Bahrain Victorious | +2' 36"     |
| 7   | Lennard Kämna      | Bora–Hansgrohe          | +3' 02"     |
| 8   | Eddie Dunbar       | Team Jayco–AlUla        | +3' 40"     |
| 9   | Thymen Arensman    | Ineos Grenadiers        | +3' 55"     |
| 10  | Laurens De Plus    | Ineos Grenadiers        | +4' 18"     |

### Etapa a 16-a
23 mai 2023 — Sabbio Chiese - Monte Bondone, 203 km (126 mi)
| Loc | Concurent       | Echipă                  | Timp       |
| --- | --------------- | ----------------------- | ---------- |
| 1   | João Almeida    | UAE Team Emirates       | 5h 53' 27" |
| 2   | Geraint Thomas  | Ineos Grenadiers        | +0"        |
| 3   | Primož Roglič   | Team Jumbo–Visma        | +25"       |
| 4   | Eddie Dunbar    | Team Jayco–AlUla        | +25"       |
| 5   | Sepp Kuss       | Team Jumbo–Visma        | +1' 03"    |
| 6   | Ilan Van Wilder | Soudal Quick-Step       | +1' 16"    |
| 7   | Damiano Caruso  | Team Bahrain Victorious | +1' 16"    |
| 8   | Einer Rubio     | Movistar Team           | +1' 16"    |
| 9   | Laurens De Plus | Ineos Grenadiers        | +1' 16"    |
| 10  | Thymen Arensman | Ineos Grenadiers        | +1' 16"    |

| Loc | Concurent          | Echipă                  | Timp        |
| --- | ------------------ | ----------------------- | ----------- |
| 1   | Geraint Thomas     | Ineos Grenadiers        | 67h 32' 35" |
| 2   | João Almeida       | UAE Team Emirates       | +18"        |
| 3   | Primož Roglič      | Team Jumbo–Visma        | +29"        |
| 4   | Damiano Caruso     | Team Bahrain Victorious | +2' 50"     |
| 5   | Eddie Dunbar       | Team Jayco–AlUla        | +3' 03"     |
| 6   | Lennard Kämna      | Bora–Hansgrohe          | +3' 20"     |
| 7   | Bruno Armirail     | Groupama–FDJ            | +3' 22"     |
| 8   | Andreas Leknessund | Team DSM                | +3' 30"     |
| 9   | Thymen Arensman    | Ineos Grenadiers        | +4' 09"     |
| 10  | Laurens De Plus    | Ineos Grenadiers        | +4' 32"     |

### Etapa a 17-a
24 mai 2023 — Pergine Valsugana - Caorle, 197 km (122 mi)
| Loc | Concurent         | Echipă                   | Timp       |
| --- | ----------------- | ------------------------ | ---------- |
| 1   | Alberto Dainese   | Team DSM                 | 4h 26' 08" |
| 2   | Jonathan Milan    | Team Bahrain Victorious  | +0"        |
| 3   | Michael Matthews  | Team Jayco–AlUla         | +0"        |
| 4   | Niccolò Bonifazio | Intermarché–Circus–Wanty | +0"        |
| 5   | Simone Consonni   | Cofidis                  | +0"        |
| 6   | Fernando Gaviria  | Movistar Team            | +0"        |
| 7   | Andrea Pasqualon  | Team Bahrain Victorious  | +0"        |
| 8   | Alex Kirsch       | Trek–Segafredo           | +0"        |
| 9   | Stefano Oldani    | Alpecin–Deceuninck       | +0"        |
| 10  | Pascal Ackermann  | UAE Team Emirates        | +0"        |

| Loc | Concurent          | Echipă                  | Timp        |
| --- | ------------------ | ----------------------- | ----------- |
| 1   | Geraint Thomas     | Ineos Grenadiers        | 71h 58' 43" |
| 2   | João Almeida       | UAE Team Emirates       | +18"        |
| 3   | Primož Roglič      | Team Jumbo–Visma        | +29"        |
| 4   | Damiano Caruso     | Team Bahrain Victorious | +2' 50"     |
| 5   | Eddie Dunbar       | Team Jayco–AlUla        | +3' 03"     |
| 6   | Lennard Kämna      | Bora–Hansgrohe          | +3' 20"     |
| 7   | Bruno Armirail     | Groupama–FDJ            | +3' 22"     |
| 8   | Andreas Leknessund | Team DSM                | +3' 30"     |
| 9   | Thymen Arensman    | Ineos Grenadiers        | +4' 09"     |
| 10  | Laurens De Plus    | Ineos Grenadiers        | +4' 32"     |

### Etapa a 18-a
25 mai 2023 — Oderzo - Zoldo Alto, 197 km (122 mi)
| Loc | Concurent              | Echipă                | Timp       |
| --- | ---------------------- | --------------------- | ---------- |
| 1   | Filippo Zana           | EF Education–EasyPost | 4h 52' 12" |
| 2   | Thibaut Pinot          | Groupama–FDJ          | +0"        |
| 3   | Warren Barguil         | Arkéa–Samsic          | +50"       |
| 4   | Derek Gee              | Israel–Premier Tech   | +1' 03"    |
| 5   | Aurélien Paret-Peintre | AG2R Citroën Team     | +1' 24"    |
| 6   | Marco Frigo            | Israel–Premier Tech   | +1' 24"    |
| 7   | Primož Roglič          | Team Jumbo–Visma      | +1' 56"    |
| 8   | Geraint Thomas         | Ineos Grenadiers      | +1' 56"    |
| 9   | João Almeida           | UAE Team Emirates     | +2' 17"    |
| 10  | Eddie Dunbar           | Team Jayco–AlUla      | +2' 32"    |

| Loc | Concurent          | Echipă                  | Timp        |
| --- | ------------------ | ----------------------- | ----------- |
| 1   | Geraint Thomas     | Ineos Grenadiers        | 76h 25' 51" |
| 2   | Primož Roglič      | Team Jumbo–Visma        | +29"        |
| 3   | João Almeida       | UAE Team Emirates       | +39"        |
| 4   | Eddie Dunbar       | Team Jayco–AlUla        | +3' 39"     |
| 5   | Damiano Caruso     | Team Bahrain Victorious | +3' 51"     |
| 6   | Lennard Kämna      | Bora–Hansgrohe          | +4' 27"     |
| 7   | Thibaut Pinot      | Groupama–FDJ            | +4' 43"     |
| 8   | Andreas Leknessund | Team DSM                | +4' 47"     |
| 9   | Thymen Arensman    | Ineos Grenadiers        | +4' 53"     |
| 10  | Laurens De Plus    | Ineos Grenadiers        | +5' 52"     |

### Etapa a 19-a
26 mai 2023 — Longarone - Tre Cime di Lavaredo, 197 km (122 mi)
| Loc | Concurent         | Echipă                  | Timp       |
| --- | ----------------- | ----------------------- | ---------- |
| 1   | Santiago Buitrago | Team Bahrain Victorious | 5h 28' 07" |
| 2   | Derek Gee         | Israel–Premier Tech     | +51"       |
| 3   | Magnus Cort       | EF Education–EasyPost   | +1' 46"    |
| 4   | Primož Roglič     | Team Jumbo–Visma        | +1' 46"    |
| 5   | Geraint Thomas    | Ineos Grenadiers        | +1' 49"    |
| 6   | João Almeida      | UAE Team Emirates       | +2' 09"    |
| 7   | Damiano Caruso    | Team Bahrain Victorious | +2' 09"    |
| 8   | Thymen Arensman   | Ineos Grenadiers        | +2' 09"    |
| 9   | Thibaut Pinot     | Groupama–FDJ            | +2' 16"    |
| 10  | Einer Rubio       | Movistar Team           | +2' 26"    |

| Loc | Concurent          | Echipă                  | Timp        |
| --- | ------------------ | ----------------------- | ----------- |
| 1   | Geraint Thomas     | Ineos Grenadiers        | 81h 55' 47" |
| 2   | Primož Roglič      | Team Jumbo–Visma        | +26"        |
| 3   | João Almeida       | UAE Team Emirates       | +59"        |
| 4   | Damiano Caruso     | Team Bahrain Victorious | +4' 11"     |
| 5   | Eddie Dunbar       | Team Jayco–AlUla        | +4' 53"     |
| 6   | Thibaut Pinot      | Groupama–FDJ            | +5' 10"     |
| 7   | Thymen Arensman    | Ineos Grenadiers        | +5' 13"     |
| 8   | Lennard Kämna      | Bora–Hansgrohe          | +5' 54"     |
| 9   | Andreas Leknessund | Team DSM                | +6' 08"     |
| 10  | Laurens De Plus    | Ineos Grenadiers        | +7' 30"     |

### Etapa a 20-a
27 mai 2023 — Tarvisio - Monte Lussari, 18,6 km (11,6 mi)
| Loc | Concurent          | Echipă                  | Timp    |
| --- | ------------------ | ----------------------- | ------- |
| 1   | Primož Roglič      | Team Jumbo–Visma        | 44' 23" |
| 2   | Geraint Thomas     | Ineos Grenadiers        | +40"    |
| 3   | João Almeida       | UAE Team Emirates       | +42"    |
| 4   | Damiano Caruso     | Team Bahrain Victorious | +55"    |
| 5   | Thibaut Pinot      | Groupama–FDJ            | +59"    |
| 6   | Sepp Kuss          | Team Jumbo–Visma        | +1' 05" |
| 7   | Brandon McNulty    | UAE Team Emirates       | +1' 07" |
| 8   | Thymen Arensman    | Ineos Grenadiers        | +1' 18" |
| 9   | Andreas Leknessund | Team DSM                | +1' 49" |
| 10  | Jay Vine           | UAE Team Emirates       | +1' 53" |

| Loc | Concurent          | Echipă                  | Timp        |
| --- | ------------------ | ----------------------- | ----------- |
| 1   | Primož Roglič      | Team Jumbo–Visma        | 82h 40' 36" |
| 2   | Geraint Thomas     | Ineos Grenadiers        | +14"        |
| 3   | João Almeida       | UAE Team Emirates       | +1' 15"     |
| 4   | Damiano Caruso     | Team Bahrain Victorious | +4' 40"     |
| 5   | Thibaut Pinot      | Groupama–FDJ            | +5' 43"     |
| 6   | Thymen Arensman    | Ineos Grenadiers        | +6' 05"     |
| 7   | Eddie Dunbar       | Team Jayco–AlUla        | +7' 30"     |
| 8   | Andreas Leknessund | Team DSM                | +7' 31"     |
| 9   | Lennard Kämna      | Bora–Hansgrohe          | +7' 46"     |
| 10  | Laurens De Plus    | Ineos Grenadiers        | +9' 08"     |

### Etapa a 21-a
28 mai 2023 — Roma - Roma, 126 km (78 mi)
| Loc | Concurent         | Echipă                             | Timp       |
| --- | ----------------- | ---------------------------------- | ---------- |
| 1   | Mark Cavendish    | Astana Qazaqstan Team              | 2h 48' 26" |
| 2   | Alex Kirsch       | Trek–Segafredo                     | +0"        |
| 3   | Filippo Fiorelli  | Green Project–Bardiani–CSF–Faizanè | +0"        |
| 4   | Alberto Dainese   | Team DSM                           | +0"        |
| 5   | Alexander Krieger | Alpecin–Deceuninck                 | +0"        |
| 6   | Jake Stewart      | Groupama–FDJ                       | +0"        |
| 7   | Fernando Gaviria  | Movistar Team                      | +0"        |
| 8   | Michael Matthews  | Team Jayco–AlUla                   | +0"        |
| 9   | Arne Marit        | Intermarché–Circus–Wanty           | +0"        |
| 10  | Campbell Stewart  | Team Jayco–AlUla                   | +0"        |

| Loc | Concurent          | Echipă                  | Timp        |
| --- | ------------------ | ----------------------- | ----------- |
| 1   | Primož Roglič      | Team Jumbo–Visma        | 85h 29' 02" |
| 2   | Geraint Thomas     | Ineos Grenadiers        | +14"        |
| 3   | João Almeida       | UAE Team Emirates       | +1' 15"     |
| 4   | Damiano Caruso     | Team Bahrain Victorious | +4' 40"     |
| 5   | Thibaut Pinot      | Groupama–FDJ            | +5' 43"     |
| 6   | Thymen Arensman    | Ineos Grenadiers        | +6' 05"     |
| 7   | Eddie Dunbar       | Team Jayco–AlUla        | +7' 30"     |
| 8   | Andreas Leknessund | Team DSM                | +7' 31"     |
| 9   | Lennard Kämna      | Bora–Hansgrohe          | +7' 46"     |
| 10  | Laurens De Plus    | Ineos Grenadiers        | +9' 08"     |

## Clasamentele actuale

### Clasamentul general
| Loc | Concurent          | Echipă                  | Timp        |
| --- | ------------------ | ----------------------- | ----------- |
| 1   | Primož Roglič      | Team Jumbo–Visma        | 82h 40' 36" |
| 2   | Geraint Thomas     | Ineos Grenadiers        | +14"        |
| 3   | João Almeida       | UAE Team Emirates       | +1' 15"     |
| 4   | Damiano Caruso     | Team Bahrain Victorious | +4' 40"     |
| 5   | Thibaut Pinot      | Groupama–FDJ            | +5' 43"     |
| 6   | Thymen Arensman    | Ineos Grenadiers        | +6' 05"     |
| 7   | Eddie Dunbar       | Team Jayco–AlUla        | +7' 30"     |
| 8   | Andreas Leknessund | Team DSM                | +7' 31"     |
| 9   | Lennard Kämna      | Bora–Hansgrohe          | +7' 46"     |
| 10  | Laurens De Plus    | Ineos Grenadiers        | +9' 08"     |

| Loc | Concurent           | Echipă                  | Puncte |
| --- | ------------------- | ----------------------- | ------ |
| 1   | Jonathan Milan      | Team Bahrain Victorious | 217    |
| 2   | Derek Gee           | Israel–Premier Tech     | 164    |
| 3   | Michael Matthews    | Team Jayco–AlUla        | 101    |
| 4   | Mark Cavendish      | Astana Qazaqstan Team   | 101    |
| 5   | Pascal Ackermann    | UAE Team Emirates       | 95     |
| 6   | Toms Skujiņš        | Trek–Segafredo          | 91     |
| 7   | Nico Denz           | Bora–Hansgrohe          | 77     |
| 8   | Magnus Cort Nielsen | EF Education–EasyPost   | 68     |
| 9   | Alberto Dainese     | Team DSM                | 63     |
| 10  | Primož Roglič       | Team Jumbo–Visma        | 56     |

| Loc | Concurent              | Echipă                             | Puncte |
| --- | ---------------------- | ---------------------------------- | ------ |
| 1   | Thibaut Pinot          | Groupama–FDJ                       | 237    |
| 2   | Derek Gee              | Israel–Premier Tech                | 200    |
| 3   | Ben Healy              | EF Education–EasyPost              | 164    |
| 4   | Davide Bais            | Eolo–Kometa                        | 144    |
| 5   | Einer Rubio            | Movistar Team                      | 117    |
| 6   | Primož Roglič          | Team Jumbo–Visma                   | 86     |
| 7   | Santiago Buitrago      | Team Bahrain Victorious            | 82     |
| 8   | Davide Gabburo         | Green Project–Bardiani–CSF–Faizanè | 69     |
| 9   | João Almeida           | UAE Team Emirates                  | 67     |
| 10  | Aurélien Paret-Peintre | AG2R Citroën Team                  | 56     |

| Loc | Concurent          | Echipă                   | Timp        |
| --- | ------------------ | ------------------------ | ----------- |
| 1   | João Almeida       | UAE Team Emirates        | 85h 30' 17" |
| 2   | Thymen Arensman    | Ineos Grenadiers         | +4' 50"     |
| 3   | Andreas Leknessund | Team DSM                 | +6' 16"     |
| 4   | Einer Rubio        | Movistar Team            | +9' 28"     |
| 5   | Ilan Van Wilder    | Soudal–Quick-Step        | +10' 43"    |
| 6   | Santiago Buitrago  | Team Bahrain Victorious  | +11' 06"    |
| 7   | Filippo Zana       | Team Jayco–AlUla         | +32' 07"    |
| 8   | Laurens Huys       | Intermarché–Circus–Wanty | +51' 03"    |
| 9   | Brandon McNulty    | UAE Team Emirates        | +1h 06' 28" |
| 10  | Marco Frigo        | Israel–Premier Tech      | +1h 23' 21" |

| Loc | Echipă                  | Timp         |
| --- | ----------------------- | ------------ |
| 1   | Team Bahrain Victorious | 256h 21' 18" |
| 2   | Ineos Grenadiers        | + 16' 22"    |
| 3   | Team Jumbo–Visma        | + 30' 40"    |
| 4   | UAE Team Emirates       | + 51' 53"    |
| 5   | AG2R Citroën Team       | + 1h 21' 30" |
| 6   | Bora–Hansgrohe          | + 1h 25' 31" |
| 7   | Astana Qazaqstan Team   | + 1h 31' 44" |
| 8   | Team Jayco–AlUla        | + 1h 32' 51" |
| 9   | Israel–Premier Tech     | + 1h 51' 54" |
| 10  | EF Education–EasyPost   | + 2h 18' 52" |

## Legături externe
- it  Site-ul oficial al competiției